# アイオイクラゲ
アイオイクラゲ（相生水母、Rosacea cymbiformis）はクダクラゲの一種。従来は Praya 属に分類されていたが、現在 Praya 属はマヨイアイオイクラゲ属となっている。

## 分布と生息地
世界の温暖域に広く分布し、日本では中部以南の外洋域に生息。表層から中層にかけて見られる。

## 形態
全長3 mを超える大型種。腹側には長さ6 cm弱の泳鐘が相対しており、その間から多数の幹群を担う幹が垂れ下がっている。泳鐘が相対することが和名の由来となっている。泳鐘は大きさや形状が若干異なり、片方の泳鐘にある角がもう片方の泳鐘の角を抱き、後者は幹の基部を包んでいる。栄養部が切れて、海中で漂っていることがある。